# Споменик у Петровцу
Споменик у Петровцу посвећен је четрдесетседморици бораца Првог и Другог светског рата из овог села. Откривен је поводом обележавања Дана борца 1963. године током централне прославе у селу. Открио га је Ђорђе Јовић, председник Општинског одбора Савеза бораца HOP-а, а аутор је Стеван Соколовић, вајар.

## Изглед и симболика споменика
На постољу се дижу масивни симболи планина на чијим врховима мирују три пушке у купи. На плочама су златним словима исписана имена бораца палих у Првом и Другом светском рату. Споменик симболише и спаја планину и пушку, човека и слободу. 

## Натпис
1941-1945.
1. Александар Вуксановић
2. Војислав Павићевић
3. Данило Петровић
4. Димитрије Петровић
5. Лазо Петровић
6. Љубомир Петровић
7. Михајло Михајловић
8. Ратомир Петровић
9. Стојан Вуксановић
10. Бранислав Вуксановић ЖФТ
11. Вуко Петровић
12. Вукосава Петровић
13. Јана Павићевић

1912-1918.
1. Андрија М. Петровић
2. Андрија П. Петровић
3. Арца Петровић
4. Батрић Поповић
5. Владимир Поповић
6. Дамњан Петровић
7. Дразић Петровић
8. Ђорђије Павићевић
9. Јован Петровић
10. Јован Вуксановић
11. Јоле Вуксановић
12. Јосиф Петровић
13. Лакић Вуксановић[1]

Што се нехће у ланце везати то се збјежа у ове планине да гинемо и крв прољевамо да јуначки аманет чувамо дивно име и свету слободу.
ЊЕГОШ
1. 1 2  Стојковић, Живан; Ракић, Хранислав; Трајковић, Верољуб (2007). Спомен-обележја у општини Лесковац. Лесковац: Народни музеј Лесковац, Општински одбор СУБНОР-а Лесковац. стр. 51—52.